# Middagster Riet
De Middagster Riet was een rivier in de Nederlandse provincie Groningen. De waterloop liet door het historische landschap Middag.
De waterloop ontstond voor de jaartelling en ontsprong bij Enumatil. Over haar bovenloop volgde ze parallel aan oostzijde de Oude Riet om iets ten noorden van Zuidhorn en ten noordwesten van Langeweer daarvan af te buigen naar het noorden. De rivier stroomde vervolgens al meanderend richting het Reitdiep, waarbij ze links Den Ham (boerderij Groot Leger), Fransum en Ezinge passeerde en rechts Aduard, Fransumer Voorwerk en Feerwerd.
Rond 800 werd de rivier doorsneden door de Kliefsloot, die de rivier op den duur in tweeën spleet. De rivier was in de 13e eeuw van belang voor de afwatering van het gebied, zoals geregeld door het Aduarderzijlvest. Door de voortdurende dichtslibbing werd rond 1300 echter besloten tot het graven van een nieuw afwateringskanaal; het Aduarderdiep. De Middagster Riet slibde vervolgens grotendeels dicht. Delen van de rivier zijn nog als tochtsloten te herkennen in het landschap.